# Пударски дани
Пударски дани је туристичко-привредна манифестација која се одржава од 1993. године у Иригу. Термин одржавања је око трећег викенда у септембру. Манифестација је посвећена пудару – чувару винограда, вину и грожђу, развоју виноградарства.

## О манифестацији
Манифестација траје три дана, пропраћена  је разноврсним занимљивим дешавањима као што су: берба грожђа, пударски фруштук, такмичење у кувању паприкаша, избор господара Пударских дана. Одржава се дефиле фењера од бундева и маскенбал улицама Ирига , дечија пијаца и продајна изложба сремских колача, концерт за младе, изложба ликовних и литерарних радова, разна такмичења за избор најбољег винограда, најбољег винског подрума, најбоље ракије и вина, најтежег грозда, најукуснијег сремског колача као и такмичење у кувању пударског (пилећег) паприкаша. Манифестацију прати и веома богат култуно-уметнички програм.

### Вино - Ириг
У општини Ириг годишње се произведе 1,5 милион литара вина,  виноградарство се после периода стагнације поново враћа на место које му припада. На традиционалној локалној манифестацији Пударски дани, производња вина је један од главних развојних фактора у општини, у којој је под виновом лозом 100 хетара земљишта.

### Организатор манифестације
Домаћин је као и сваке године, месна заједница Ириг, која у сарадњи са Општином Ириг и уз подршку председника Стевана Казимировића жели добродошлицу свим учесницима манифестације и наравно гостима. Главни организатори манифестације Друштво Ирижана и Туристичка организација општине Ириг.

## О пударима
Пудари данас представљају ретко занимање, јер је мало оних који негују ову. Пудар је човек који чува виноград, а бави се пословима који могу да обезбеде добар род грожђа као сто су орезивање, прскање, окопавање. Пудар обично станује у кући са окућницом у самом винограду. У тој кући живи и његова породица, а жена му је пударуша. Реч пудар долази од глагола пудати или пудити што значи терати или пласити. Пудар мора бити поштена и племенита особа. Наоружан је клепетушама и трубама, јер тако чува виноград од његових највећих непријатеља - птица, али и од осталих непожељних гостију у винограду. Данас пудара најчешће има тек за неку манифестацију попут ове у Сланкаменачким виноградима. Срећемо их и на Пударским данима у Иригу, који се сваке године одржавају у септембру.